# La Belle Jeunesse
Pour plus de détails, voir Fiche technique et Distribution.
La Belle Jeunesse (Hermosa juventud) est un film espagnol réalisé par Jaime Rosales et sorti en 2014.

## Synopsis
Natalia et Carlos, deux amoureux de 20 ans, font face à la précarité en Espagne.

## Fiche technique
- Titre : La Belle Jeunesse
- Titre original : Hermosa juventud
- Réalisation : Jaime Rosales
- Scénario : Jaime Rosales et Enric Rufas
- Photographie : Pau Esteve Birba
- Montage : Lucía Casal
- Production : Jérôme Dopffer, José María Morales et Jaime Rosales
- Sociétés de production : Fresdeval Films - Wanda Visión - Balthazar Productions - Televisió de Catalunya - Canal+ España
- Société de distribution : Bodega Films (France)
- Genre : drame et romance
- Durée : 102 minutes
- Dates de sortie : 
  - Espagne : 30 mai 2014
  - France : 10 décembre 2014

## Distribution
- Ingrid García-Jonsson : Natalia
- Karlos Sastre : Carlos
- Inma Nieto : Dolores
- Fernando Barona : Raúl
- Juanma Calderón : Pedro
- Patricia Mendy : Rosa
- Miguel Guardiola : Germán
- Martina Casquero : Julia
- Diego Rugero : Trucho
- David García Calvo : David
- Luismi Aguilar : Luismi
- Torbe : Torbe
- J.P. Love : lui-même

## Distinctions
Le film a été présenté au festival de Cannes 2014 dans la section Un certain regard et a reçu une mention spéciale dans le cadre du prix du jury œcuménique.
Il a été nommé au prix Goya du meilleur espoir féminin pour Ingrid García-Jonsson.